# Sněžka
Sněžka (polj. Śnieżka, njem. Schneekoppe) je najviši vrh Češke s nadmorskom visinom od 1.603 m. Samim njenim vrhom prolazi češko-poljska državna granica. Na Sněžci je izmjerena najveća brzina vjetra u Češkoj od 216 km/h. Najveći broj planinara izlazi na vrh u proljeće i ljeto kad na vrhu nema snijega.

## Povijest
Prvi povijesni izvor o usponu na vrh planine je iz 1456. kada se nepoznati mletački trgovac uspeo u potrazi za dragim kamenjem. Kasnije se pojavljuju i prva naselja na planini, prvenstveno od članova rudarskih zajednica, koji su ovdje crpili nalazišta bakra, željeza i arsena. Rudarske osovine u dužini 1,5 kilometara (0.93 mi) ostale su sačuvane i do danas.
Prvo zabilježeno ime planine bilo je njemačko, a glasilo je Riseberg (hrv. velika planina), odnosno Riesengebirge (hrv. velike planine) u nekim izvorima. Ime Rieseberg prvi je upotrijebio njemački katolik i znanstvenik Georgius Agricola 1546. godine. Petnaest godina kasnije se ime Riesenberg pojavilo na karti Šleske Martina Wellwiga. Njemačko ime planine kasnije se mijenjalo prvo u Riesenkoppe (hrv. visoki vrh), a na kraju je usvojeno ime Schneekoppe (hrv. snježni vrh, snježna kapa).
U Češkoj se planina u početku zvala Pahrbek Sněžný, a kasnije mijenja ime u Sněžka ili eventualno Sněžovka, što u prijevodu znači snježna ili pokrivena snijegom, koji se spominje i prihvaća 1823. Starije poljsko ime za planinu bilo je Góra Olbrzymia, što u prijevodu znači velika, visoka planina.
Drvena meteorološka stanica sagrađena na planine oko 1900. godine bila je jedina meteorološka stanica u Srednjoj Europi koja je preostala netaknuta nakon Drugog svjetskog rata, ali je srušena 1980.

## Galerija
- Kapelica Svetog Lovre
- Ostaci nekadašnje meterološke postaje ugašene 1980-ih
- Gradnja poslovnice Češke pošte
- Stanica skijaške vučnice

## Vanjske poveznice
- Sněžka informacije o sjedežnici (češ.) (engl.) (njem.) (polj.)
- Sněžka (češ.)
- Sněžka (engl.)
- Sněžka (češ.)
- weatherforecast (engl.)
- Webkamera (visoka rezolucija) - Sněžka (češ.) (engl.) (njem.) (polj.)
- Galerija slika - Śnieżka  Arhivirana inačica izvorne stranice od 30. rujna 2007. (Wayback Machine) (polj.)
- Piotr Krzaczkowski's Photo.net slideshow of Sněžka
- Historical photos of Schneekoppe (1890–1900)
- Historical travel report (1800) prema John Quincy Adams
- Historical map of Bohemia with Schneekoppe (1882)  Arhivirana inačica izvorne stranice od 29. rujna 2016. (Wayback Machine)
- Historical map of Silesia with Schneekoppe (1882)  Arhivirana inačica izvorne stranice od 11. svibnja 2016. (Wayback Machine)
- Virtual show (engl.)
- Śnieżka – Webcam from Karpacz